# Мірча Джоане
Мірча Дан Джоане (рум. Mircea Dan Geoană; нар. 14 липня 1958, Бухарест) — румунський політик, спікер Сенату — верхньої палати Парламенту Румунії (2008—2011). Кандидат на пост президента країни на виборах 2009 року, що пройшли 22 листопада і 6 грудня. Поступився з мінімальною перевагою своєму суперникові — президентові Траяну Бесеску.
17 липня 2019 року призначений заступником генерального секретаря НАТО.

## Біографія
Народився 14 липня 1958 року в місті Бухарест. Закінчив Політехнічний інститут та юридичний факультет Бухарестського університету. Закінчив Паризьку національну школу адміністрування. Володіє англійською, французькою та іспанською мовами.
Свою кар'єру розпочав з будівельного тресту «Енергомонтаж». З 1990 року працював у МЗС Румунії, де побудував кар'єру і вже через 6 років був призначений послом в США, де працював до призначення міністром закордонних справ Румунії.
З 21 квітня 2005 року до 2010 року очолював Соціал-демократичну партію (PSD, рум. Partidul Social Democrat). Обіймав посаду міністра закордонних справ з 28 грудня 2000 до 28 грудня 2004 року в кабінеті Адріана Нестасе. З 19 грудня 2008 до 23 листопада 2011 — спікер румунського Сенату.
2009 року вважався одним з головних претендентів на пост президента Румунії: за підсумками першого туру виборів, що пройшов 22 листопада, набрав 31,1 % і вийшов в другий тур з Траяном Бесеску, який набрав 32,4 %. При цьому ліберал Крін Антонеску, що посів третє місце, унеможливив співпрацю з Бесеску. Проте в другому турі виборів, за даними на ранок 7 грудня, Джоане набрав 49,57 % голосів виборців проти 50,43 % у Бесеску.